# Inez Günther
Inez Günther (* 20. Januar 1956 in München) ist eine deutsche Schauspielerin, Synchronsprecherin, Dialogbuchautorin und Dialogregisseurin. 

## Leben
Über ihre Eltern, die als Filmkaufmann und Schnittmeisterin beide für die Kirch-Gruppe tätig waren, wurde Inez Günther bereits als Kind für ihre ersten Synchronrollen besetzt.
Bekannt ist ihre Stimme vor allem durch Rollen in Zeichentrick- und Animeserien wie Die Jetsons, Sindbad, Anne mit den roten Haaren, Alice im Wunderland, Wunderbare Reise des kleinen Nils Holgersson mit den Wildgänsen, Die Fraggles, Darkwing Duck oder Sailor Moon. In der Serie Will & Grace synchronisierte sie Megan Mullally als Karen Walker.
Für die Serien Reich und Schön, One Piece und House of Cards schrieb Inez Günther zahlreiche Dialogbücher und führte Synchronregie.
Als Schauspielerin war Inez Günther unter anderem im Komödienstadel und in der Fernsehserie Kontakt bitte zu sehen.

## Synchronarbeiten
Zeichentrick/Anime:
- als Daunenfein in Wunderbare Reise des kleinen Nils Holgersson mit den Wildgänsen
- als Benny Bunny in Alice im Wunderland
- als Richard Rosenherz in Regina Regenbogen
- als Schmutz-Jule in „Mein kleines Pony“
- als Teebo in Die Ewoks
- als Mumin in Mumins
- als Sheila in Sindbad
- als Kiki in Darkwing Duck
- als Bunny Tsukino/Sailor Moon in Sailor Moon (ab Staffel 2)
- als Pixi in Pixi im Wolkenkuckucksheim
- als Judy Jetson in Die Jetsons
- als Chichiboo in Die Schnorchels
- als Skeeter in Jim Henson’s Muppet Babies
- als Orko in Masters of the Universe (in der klassischen Videosynchronisation)
- als Anne Shirley in Anne mit den roten Haaren
- als Kenny und Dizzy in Beyblade
- als Majorca und Mrs.Segawa in DoReMi
- als Martin Prince in Die Simpsons (Staffel 2 und 3)
- als Ralph Wiggum in Die Simpsons (Staffel 4)
- als Feuerlibelle in Der rosarote Panther
- als Maria Dangering in Georgie
- als Ken in Bumpety Boo – Der kleine gelbe Superflitzer
- als Okta, Corby, Miss Merry Christmas und Lola in One Piece
- als Daniel Witwicky in Transformers
- als Diana in Pokémon Horizonte: Die Serie
- als Sailor Cosmos und Guardian Cosmos in Sailor Moon Cosmos

Realfilm und Serie:
- Maureen McCormick als Marcia Brady in Drei Mädchen und drei Jungen
- Maria Persson als Annika in Pippi außer Rand und Band
- Ivana Andrlová als Susanne in Der fliegende Ferdinand
- Jillian Armenante als Donna Kozlowski-Pant in Für alle Fälle Amy
- Kim Darby als Miri in Raumschiff Enterprise in der Episode Miri, ein Kleinling
- Diane Farr als Jan Fendrich in Der Job
- Lidija Kovačević als Zora in Die rote Zora und ihre Bande
- Megan Mullally als Karen Walker in Will & Grace
- Renee Daumier als Denise Virieux in Katts & Dog – Ein Herz und eine Schnauze
- Lezlie Deane als Tracy in Freddy’s Finale – Nightmare on Elm Street 6
- Nicole Kidman als Judy in BMX-Bandits
- Dana Kimmell als Chris Higgins in Und wieder ist Freitag der 13.
- Stacey Nelkin als Ellie Grimbridge in Halloween 3
- Julia Sweeney als Waisenhauschefin Mrs. Keeper in Stuart Little
- Alanna Ubach als Maria in Sister Act 2 – In göttlicher Mission
- Amanda Bearse als Amy Peterson in Fright Night – Die rabenschwarze Nacht
- Carol Kane als Geist der gegenwärtigen Weihnacht in Die Geister, die ich rief
- Sharon Maiden als Laura Wisely in Clockwise – Recht so, Mr. Stimpson
- Jean-Marc Perret als Prinz Kaspian in Die Chroniken von Narnia: Prinz Kaspian & Die Reise auf der Morgenröte